# Municipio de Rock (condado de Cherokee)
El municipio de Rock (en inglés: Rock Township) es un municipio ubicado en el condado de Cherokee en el estado estadounidense de Iowa. En el año 2010 tenía una población de 187 habitantes y una densidad poblacional de 2,01 personas por km².

## Geografía
El municipio de Rock se encuentra ubicado en las coordenadas 42°41′44″N 95°41′29″O / 42.69556, -95.69139. Según la Oficina del Censo de los Estados Unidos, el municipio tiene una superficie total de 93.17 km², de la cual 93,14 km² corresponden a tierra firme y (0,03 %) 0,03 km² es agua.

## Demografía
Según el censo de 2010, había 187 personas residiendo en el municipio de Rock. La densidad de población era de 2,01 hab./km². De los 187 habitantes, el municipio de Rock estaba compuesto por el 96,26 % blancos, el 2,67 % eran de otras razas y el 1,07 % eran de una mezcla de razas. Del total de la población el 2,67 % eran hispanos o latinos de cualquier raza.